# Mihael Brejc
Mihael Brejc (n. 15 noiembrie 1947, Belgrad, RFP Iugoslavia⁠(d)) este un om politic sloven, membru al Parlamentului European în perioada 2004-2009 din partea Sloveniei.
1. 1 2  CONOR.SI[*] Verificați valoarea |titlelink= (ajutor)
2. ↑  Deputații în Parlamentul European
3. ↑  pace.coe.int